# Pisa Calcio 1996-1997
Questa pagina raccoglie i dati riguardanti il Pisa Calcio nelle competizioni ufficiali della stagione 1996-1997.

## Stagione
Dopo due anni di dilettantismo conclusisi con la vittoria del CND 1995-96 il Pisa torna a calcare i campi profesisonistici di Serie C2; i presidenti Gerbi e Posarelli e il confermato tecnico Luciano Filippi (poi sostituito a dicembre da Franco Vannini e richiamato per le ultime partite) assemblano una squadra che nonostante sia una neopromossa riesce a conquistare risultati importanti. A fine stagione c'è il rammarico di chiudere al 6º posto a solo un punto di distanza dal Giorgione che disputa i play-off promozione.

## Rosa
| N. |                   | Ruolo | Calciatore         |
| -- | ----------------- | ----- | ------------------ |
|    | Italia (bandiera) | P     | Antonio Corradi    |
|    | Italia (bandiera) | P     | Alessio Schiaffino |
|    | Italia (bandiera) | D     | Emiliano Niccolini |
|    | Italia (bandiera) | D     | Jacopo Balestri    |
|    | Italia (bandiera) | D     | Alessandro Baroni  |
|    | Italia (bandiera) | D     | Daniele Marsan     |
|    | Italia (bandiera) | D     | Gianluca Presicci  |
|    | Italia (bandiera) | D     | Ildebrando Stafico |
|    | Italia (bandiera) | C     | Paolo Andreotti    |
|    | Italia (bandiera) | C     | Massimo Andreotti  |
|    | Italia (bandiera) | C     | Guglielmo Baldini  |

| N. |                   | Ruolo | Calciatore          |
| -- | ----------------- | ----- | ------------------- |
|    | Italia (bandiera) | C     | Giacomo Biagi       |
|    | Italia (bandiera) | C     | Simone Felici       |
|    | Italia (bandiera) | C     | Paolo Benedetti     |
|    | Italia (bandiera) | C     | Gianni Cristiani    |
|    | Italia (bandiera) | C     | Massimo Belluomini  |
|    | Italia (bandiera) | C     | Pasquale Minuti     |
|    | Italia (bandiera) | C     | Alessandro Piovesan |
|    | Italia (bandiera) | A     | Gianluca Savoldi    |
|    | Italia (bandiera) | A     | Federico Balestri   |
|    | Italia (bandiera) | A     | Gerry Cavallo       |
|    | Italia (bandiera) | A     | Alessandro Andreini |

## Risultati

### Serie C2

#### Girone di andata
| 1º settembre 1996 1ª giornata | Pisa | 5 – 0 | Forlì |  |

| 8 settembre 1996 2ª giornata | Arezzo | 2 – 2 | Pisa |  |

| 15 settembre 1996 3ª giornata | Pisa | 2 – 0 | Fano |  |

| 22 settembre 1996 4ª giornata | Pontedera | 0 – 0 | Pisa |  |

| 29 settembre 1996 5ª giornata | Pisa | 4 – 1 | San Donà |  |

| 6 ottobre 1996 6ª giornata | Vis Pesaro | 1 – 1 | Pisa |  |

| 13 ottobre 1996 7ª giornata | Triestina | 3 – 1 | Pisa |  |

| 20 ottobre 1996 8ª giornata | Pisa | 2 – 0 | Tolentino |  |

| 3 novembre 1996 9ª giornata | Giorgione | 2 – 0 | Pisa |  |

| 10 novembre 1996 10ª giornata | Pisa | 1 – 1 | Ternana |  |

| 17 novembre 1996 11ª giornata | Livorno | 1 – 1 | Pisa |  |

| 1º dicembre 1996 12ª giornata | Pisa | 2 – 0 | Baracca Lugo |  |

| 8 dicembre 1996 13ª giornata | Maceratese | 2 – 0 | Pisa |  |

| 15 dicembre 1996 14ª giornata | Pisa | 1 – 0 | Massese |  |

| 22 dicembre 1996 15ª giornata | Pisa | 1 – 2 | Iperzola |  |

| 29 dicembre 1996 16ª giornata | Rimini | 0 – 3 | Pisa |  |

| 12 gennaio 1997 17ª giornata | Pisa | 0 – 1 | Ponsacco |  |

#### Girone di ritorno
| 19 gennaio 1997 18ª giornata | Forlì | 0 – 1 | Pisa |  |

| 26 gennaio 1997 19ª giornata | Pisa | 0 – 0 | Arezzo |  |

| 2 febbraio 1997 20ª giornata | Fano | 0 – 0 | Pisa |  |

| 9 febbraio 1997 21ª giornata | Pisa | 2 – 1 | Pontedera |  |

| 16 febbraio 1997 22ª giornata | San Donà | 1 – 1 | Pisa |  |

| 23 febbraio 1997 23ª giornata | Pisa | 0 – 2 | Vis Pesaro |  |

| 2 marzo 1997 24ª giornata | Pisa | 0 – 0 | Triestina |  |

| 9 marzo 1997 25ª giornata | Tolentino | 3 – 1 | Pisa |  |

| 16 marzo 1997 26ª giornata | Pisa | 3 – 1 | Giorgione |  |

| 29 marzo 1997 27ª giornata | Ternana | 2 – 0 | Pisa |  |

| 6 aprile 1997 28ª giornata | Pisa | 0 – 0 | Livorno |  |

| 13 aprile 1997 29ª giornata | Baracca Lugo | 0 – 0 | Pisa |  |

| 20 aprile 1997 30ª giornata | Pisa | 0 – 0 | Maceratese |  |

| 27 aprile 1997 31ª giornata | Massese | 3 – 1 | Pisa |  |

| 4 maggio 1997 32ª giornata | Iperzola | 1 – 1 | Pisa |  |

| 11 maggio 1997 33ª giornata | Pisa | 0 – 2 | Rimini |  |

| 18 maggio 1997 34ª giornata | Ponsacco | 1 – 2 | Pisa |  |

### Coppa Italia Serie C
| 24 agosto 1996 Primo turno - Andata | Pisa | 2 – 1 | Pontedera |  |

| 28 agosto 1996 Primo turno - Ritorno | Pontedera | 2 – 0 | Pisa |  |

## Statistiche

### Statistiche di squadra
| Competizione         | Punti | In casa | In casa | In casa | In casa | In casa | In casa | In trasferta | In trasferta | In trasferta | In trasferta | In trasferta | In trasferta | Totale | Totale | Totale | Totale | Totale | Totale | DR |
| Competizione         | Punti | G       | V       | N       | P       | Gf      | Gs      | G            | V            | N            | P            | Gf           | Gs           | G      | V      | N      | P      | Gf     | Gs     | DR |
| -------------------- | ----- | ------- | ------- | ------- | ------- | ------- | ------- | ------------ | ------------ | ------------ | ------------ | ------------ | ------------ | ------ | ------ | ------ | ------ | ------ | ------ | -- |
| Serie C2             | 46    | 17      | 8       | 5       | 4       | 23      | 11      | 17           | 3            | 8            | 6            | 15           | 22           | 34     | 11     | 13     | 10     | 38     | 33     | +5 |
| Coppa Italia Serie C | -     | 1       | 1       | 0       | 0       | 2       | 1       | 1            | 0            | 0            | 1            | 0            | 2            | 2      | 1      | 0      | 1      | 2      | 3      | -1 |
| Totale               | -     | 18      | 9       | 5       | 4       | 25      | 12      | 18           | 3            | 8            | 7            | 15           | 24           | 36     | 12     | 13     | 11     | 40     | 36     | +4 |